# Adam Puza
Adam Jan Puza (ur. 2 stycznia 1951 w Szarejkach) – polski polityk, samorządowiec, nauczyciel akademicki, poseł na Sejm V kadencji.

## Życiorys
Z wykształcenia ekonomista. Był radnym Ełku, a w latach 1990–1994 prezydentem miasta z rekomendacji Komitetu Obywatelskiego w latach 1990–1994. Pracował jako ekspert do spraw rozwoju, zarządzania strategicznego i zarządzania jakością w administracji publicznej w strukturach Organizacji Narodów Zjednoczonych od 1996 do 2004. W latach 1998–2001 pełnił funkcję przewodniczącego rady powiatu ełckiego (został wybrany z listy Akcji Wyborczej Solidarność). W latach 2002–2005 zajmował stanowisko starosty tego powiatu. W tym okresie powiat ełcki został włączony do krajowego programu pilotażowego „Przejrzysta Polska”, Adam Puza był także przewodniczącym stowarzyszenia samorządów Ełku, Gołdapi i Olecka. Został działaczem Prawa i Sprawiedliwości oraz lokalnego ugrupowania Inicjatywa Społeczna „Dobro Wspólne” w Ełku.
W 2005 uzyskał mandat posła na Sejm z listy PiS w okręgu olsztyńskim. Zasiadał w Komisji Samorządu Terytorialnego i Polityki Regionalnej oraz Komisji Ochrony Środowiska, Zasobów Naturalnych i Leśnictwa. Przewodniczył Podkomisji stałej ds. polityki regionalnej oraz dwóm podkomisjom nadzwyczajnym. Mandat poselski utracił z dniem 12 listopada 2006 w związku z wyborem do sejmiku warmińsko-mazurskiego. W sejmiku zasiadł w Komisji Strategii Rozwoju oraz przewodniczy klubowi radnych PiS. W 2010 nie ubiegał się o reelekcję.
Był też prezesem Warmińsko-Mazurskiej Specjalnej Strefy Ekonomicznej. Został wykładowcą ełckiej filii Wyższej Szkoły Finansów i Zarządzania w Białymstoku.